# Рейчъл Гибсън
Рейчъл Гибсън (на английски: Rachel Gibson) е американска писателка на бестселъри в жанра съвременен любовен роман.

## Биография и творчество
Рейчъл Гибсън е родена през 1961 г. в Бойзи, Айдахо, САЩ. Баща ѝ работи за телефонна компания, а майка ѝ е домакиня. Израства в район с баски емигранти. Разказва измислени истории още от училищна възраст.
След завършване на гимназията се омъжва и на 25 г. има три деца. След като прочита романа „Испанската роза“ на писателката Шърли Бъзби, се запалва сама да пише романи.
Ръкописът на първия ѝ роман получава през 1994 г. наградата „Златно сърце“ за неиздадени произведения на Асоциацията на писателите на любовни романи на Америка. Романът „Просто неустоима“ (Simply Irresistible) от поредицата „Хокеен отбор Чинокс“ е публикуван през 1998 г. Той става бестселър и е високо оценен от читатели и критика.
Четвъртият ѝ роман „Истински признания“ е отличен с престижната награда РИТА за съвременен любовен роман. Със същата награда е отличен и романа ѝ „Not Another Bad Date“.
В следващите години пише редица романи, за които получава множество номинации и награди. През 2013 г. е удостоена с наградата на списание „Romantic Times“ за цялостно творчество за нейните съвременни любовни романи.
Рейчъл Гибсън живее със семейството си в Бойзи, Айдахо.

## Произведения

### Самостоятелни романи
- It Must Be Love (2000)
- True Confessions (2001) – награда РИТА
Истински признания, изд.: ИК „Компас“, Варна (2009), прев. Димитър Добрев
- Lola Carlyle Reveals All (2002)
- I Do! (2015)
- Just Kiss Me (2015)

### Поредица „Хокеен отбор Чинокс“ (Chinooks Hockey Team)
1. Simply Irresistible (1998)
2. See Jane Score (2003)
3. The Trouble with Valentine's Day (2005)
4. True Love and Other Disasters (2009)
5. Nothing But Trouble (2010)
6. Any Man of Mine (2011)

### Поредица „Трули, Айдахо“ (Truly, Idaho)
1. Truly Madly Yours (1999)
Влюбен до безумие, изд. „Тиара букс“ (2012), прев. Димитрия Петрова
2. What I Love About You (2014)

### Поредица „Лъвет, Texas“ (Lovett, Texas)
1. Daisy's Back in Town (2004)
2. Blue By You (2013)
3. Crazy On You (2012)
4. Rescue Me (2012)
5. Run To You (2013)

### Поредица „Секс, лъжи и онлайн запознанствата“ (Sex, Lies, and Online Dating)
1. Sex, Lies, and Online Dating (2006)
2. I'm In No Mood For Love (2006)
3. Tangled Up In You (2007)
4. Not Another Bad Date (2008) – награда РИТА

### Сборници
- Secrets of a Perfect Night (2000) – с Виктория Александър и Стефани Лорънс
- Crazy, Sweet, Fine (2013) – с Дженифър Бърнард и Кандис Тери